# ديسامبارادوس (كانتون)

ديسامباراذوس في محافظة سان خوسيه

العلم المحلي

ديسامبارادوس (بالإسبانية: Desamparados)‏ ، هي الكانتون الثالث في محافظة سان خوسيه، كوستاريكا. و تبلغ مساحتها 118,26 كم² ، و عدد سكانها 206,708 نسمة ، مما يجعلها ثالث مقاطعة ذات التضخم السكاني الكبير بين مقاطعات كوستاريكا ال81، والمدينة الرئيسة فيه تدعى أيضا ديسامبارادوس.
تبدأ المقاطعة في الضواحي الجنوبية للعاصمة سان خوسيه، بنهر تيريبي الذي يشكل حدودها الشمالية، والذي يسير جنوبا مشكلا حرف "S" والذي ينتهي في الجنوب بنهر تَراسو. تحتل المناطق المدنية حوالي 80.4% من السكان، حيث يشكل الأطفال (دون العاشرة) 19.8% من السكان بينما يشكل كبار السن (فوق الـ65) حوالي 5.1%.
وقد أسست هذه المقاطعة بقرار تشريعي في 4 تشرين الثاني عام 1862.

## المناطق
و تقسم بسامبارادوس إلى ثلاثة عشر منطقة :
1. ديسامبارادوس
2. سان ميكال (San Miguel)
3. سان خوان دي ديوس
4. سان رفاييل الشمالية
5. سان أنطونيو
6. فرايليس
7. بترّا
8. روساريو
9. داماس
10. سان رفاييل الجنوبية
11. غرافيلياس
12. لوس غيذو

## أعلام
- جوردن سميث
- كيني كانينغهام